# Harald Winkler
Harald Winkler (Graz, 17 december 1962) is een voormalig Oostenrijks bobsleeremmer. Winkler nam driemaal deel aan de Olympische Winterspelen en behaalde zijn grootste succes door het winnen van olympisch goud in de viermansbob tijdens de spelen van 1992. Winkler won ook nog twee medailles op de wereldkampioenschappen beiden in de viermansbob.

## Resultaten
- Olympische Winterspelen 1988 in Calgary 5e in de tweemansbob
- Olympische Winterspelen 1988 in Calgary 7e in de viermansbob
- Wereldkampioenschappen bobsleeën 1990 in Sankt Moritz  in de viermansbob
- Olympische Winterspelen 1992 in Albertville  in de viermansbob
- Wereldkampioenschappen bobsleeën 1993 in Igls  in de viermansbob
- Olympische Winterspelen 1994 in Lillehammer 4e in de viermansbob

1924: Scherrer / Neveu / A.Schläppi / H.Schläppi ·
1928: Fiske / Tucker / Mason / Gray / Parke ·
1932: Fiske / Eagan / Gray / O'Brien ·
1936: Musy / Gartmann / Bouvier / Beerli ·
1948: Tyler / Martin / Rimkus / D'Amico ·
1952: Ostler / Kuhn / Nieberl / Kemser ·
1956: Kapus / Diener / Alt / Angst ·
1964: V.Emery / Kirby / Anakin / J.Emery ·
1968: Monti / De Paolis / Zandonella / Armano ·
1972: Wicki / Leutenegger / Camichel / Hubacher ·
1976: Nehmer / Babock / Germeshausen / Lehmann ·
1980: Nehmer / Musiol / Germeshausen / Gerhardt ·
1984: Hoppe / Wetzig / Schauerhammer / Kirchner ·
1988: Fasser / Meier / Fässler / Stocker ·
1992: Appelt / Schroll / Winkler / Haidacher ·
1994: Czudaj / Brannasch / Hampel / Szelig ·
1998: Langen / Zimmermann / Jakobs / Hampel ·
2002: Lange / Kühn / Kuske / Embach ·
2006: Lange / Hoppe / Kuske / Putze ·
2010: Holcomb / Mesler / Tomasevicz / Olsen ·
2014: Melbārdis / Dreiškens / Vilkaste / Strenga  ·
2018: Friedrich / Bauer / Grothkopp / Margis   ·
2022: Friedrich / Margis / Bauer / Schüller